# Real to Reel
Real to Reel – płyta koncertowa zespołu Marillion wydana w 1984 r. Gdy wznowiono produkcję w roku 1997, jako bonusowe CD pojawiło się Brief Encounter, wcześniej wydane w USA w roku 1986, po trasie Marillionu z zespołem Rush. Wydany ponownie na CD w roku 2005.

## Lista utworów
1. Assassing
2. Incubus
3. Cinderella Search
4. Emerald Lies
5. Forgotten Sons
6. Garden Party
7. Market Square Heroes
8. Charting the Single (na CD)
9. Margaret (na CD)

Bonus – Brief Encounter:
1. Lady Nina (Extended Mix)
2. Freaks (Single Edit)
3. Kayleigh (Live)
4. Fugazi (Live)
5. Script for a Jester’s Tear (Live)